# Pali e Dispari
Pali e Dispari è stato un duo comico italiano composto da Angelo Pisani e Marco Silvestri, attivo tra il 1997 e il 2007.

## Biografia
Nato artisticamente nel 1997 al Laboratorio Scaldasole di Milano, il duo ha esordito in televisione dapprima a Zona B sull'emittente Odeon TV e successivamente a Zelig su Canale 5; qui ha riscosso un buon successo di pubblico interpretando i personaggi di Capsula e Nucleo, due adolescenti vestiti con abbigliamento hip hop che conversavano tra loro con un gergo giovanile molto particolare.
A metà anni duemila si sono esibiti a teatro con gli spettacoli Siamo rimasti sotto e Appoggiati scomodi; hanno inoltre fondato, a Milano, il centro comico sperimentale Favelas. 
I Pali e Dispari si sono sciolti nel 2007; tuttavia si sono riuniti per una sera il 23 febbraio 2022, partecipando al programma Michelle Impossible.
Dal 2006 al 2023 Pisani è stato legato sentimentalmente alla comica Katia Follesa, con la quale ha una figlia, Agata, nata nel 2010.

## Filmografia

### Programmi TV
- Zona B (1997-1999)
- Zelig (1999-2007)
- Michelle Impossible (2022)

### Film
- La grande prugna (1999)
- Oggi sposi (2009) solo Angelo Pisani
- Romanzo di una strage (2012) solo Angelo Pisani

### Televisione
- Via Zanardi, 33 (2001)
- Un medico in famiglia (decima stagione) (2012) solo Angelo Pisani
- Questo nostro amore (2012-2018) solo Angelo Pisani

### Doppiaggio
- Shark Tale (2004)
- Acqua in bocca (2007)
- Prank Patrol (2012-2013)

## Opere
- Belli pettinati, Rizzoli, 2002, ISBN 978-88-1712-992-3.
- Kumpalibre. Capsula e Nucleo: due neuroni a piede libero, collana Comici libri, Milano, Kowalski, 2003, ISBN 978-88-7496-004-0.
- Convivo confuso... Ma convivo!, collana Comici libri, Milano, Kowalski, 2004, ISBN 978-88-7496-015-6.
- Bella Kumpa!, collana ComiCiddi, Milano, Kowalski, 2006, ISBN 978-88-7496-203-7.